# 无色界
无色界或无色界天，又作无色天、无色行天，或四无色、四无色天、四无色处、四空天、四空、无色界诸天等，又稱無色地，佛教術語，為天界之顶层，与欲界、色界共称三界。此界超越色（物质）而存在，为厌离物质之色想而修禪定者死後所生。

## 概论
佛教认为世界概分三界：欲界、色界、无色界。欲界包含人类、欲界天人等众生；色界谓脱离了欲念但仍存在色身（物质身体）的天人居地；无色界则是连色身亦超越了的天人的居地。
无色界分為空无边处、识无边处、无所有处、非想非非想处四空处，故又称「四无色」、「四无色天」、「四无色处」、「四空天」、「四空」、「无色界诸天」；若三界分为九地，则此四界相当于后半之四地，而一一附加「地」字称呼，例如「空无边处地」等（佛教經典中所謂「地」是指「境界」、「状态」的意思，例如《瑜伽師地論》、《十地經》等，皆屬此意）。复以其属於天界，故有时亦一一附加「天」字，如称为「空无边处天」等。
「無色界」眾生	無有物質形色，唯存意識身並住於四種無量廣大空處境界，其壽命極長乃至八萬大刼，一念常住於四種意識境界中之一種，不於外法起心動念，猶如熟睡。長刼壽命終了時，因為極大的福報已享盡故，唯餘惡報未償，往往下墮三惡道中。「無色界」眾生，因住於沒有五根五塵五識而唯有心識之境界中，故無所作為，無法超越只有心識的境界，也無法得到解脫，故此其不離三界六道生死輪迴之苦。

### 四空天解释
无色界中，也因修行的深浅而分四种差别即无色界四空天：空无边处天、识无边处天、无所有处天、非想非非想处天。在此非想非非想处天就是天之尽头处。
1. 空无边处 （Ākāśānantyāyatana），为四无色处之最初阶段。初修无色定，必厌弃物质世界，一心思惟无边无际之空观，使心識与无边之虛空相应，这就是空无边处。
2. 识无边处 （Vijñānānantyāyatana），从厌弃外界物质世界所帶來的质碍，並且进一步修习意識和以阿陀那識作无边无际之观，由此產生颯迦耶見，其認為此無邊之意識身為自我，此即为识无边处。
3. 无所有处 （Ākiṃcanyāyatana），既厭棄外界物质之质碍，又厭棄心識，唯思内外一切无所有，僅留下末那識，其認為思量背後的思考者為自我。修行者以修習此无所有观此舉得生天之果报，即進入无所有处。
4. 非想非非想处 （Naivasaṃjñānāsaṃjñāyatana），又称非有想非无想处。指此天之修行已到极静极妙之境界，已无各种粗想而称非想，又因為其想未绝，尚有一切種子識，心靈物仍然在發揮作用，所以为非非想，長時間之後其想可能會浮起而使其出定。

大乘佛教教典《楞嚴經》宣稱雖然有一類生靈十分了解空界的特性，祂們已經在色界天中滅掉了識心，但是由於祂們並不了解佛理，也不願意歸向大乘佛法，因此祂們被稱為不迴心鈍阿羅漢，如果祂們日後從色界天中的無想天或外道想要進入的天層進入無色界天並致力研究空理，便會在壓制六識的生起時通過第七識執取所謂的我法為自我，是為法我，並且因此而迷失，經歷數萬大刼之後便會重入輪迴之中。大乘佛教的一些信奉者認為不迴心鈍阿羅漢的境界是小乘佛教的信奉者所能達到的最終境界，這些不迴心鈍阿羅漢以空處為細心的依托，故此祂們仍然受到阿賴耶識的束縛。

## 往生至無色界天的方法
初禪到四禪是屬於色界，五定到八定是屬於無色界。要離開欲界才能進入色界，離開色界才能進入無色界。能離開三界，又能入三界，這是已解脫者於三界出入自在。住居於禪定而只存心識，謂之無色界。但即使四禪八定（世間定）具足者，其修禪仍依緣而有迎、拒之心，未能如修出世間定者一般得湼槃從而解脫一切諸苦煩惱。

## 外部連結
- 佚名：升色界天与无色界天很好吗 （页面存档备份，存于）
- 如易風水：天界和人间的时间差 佛说三界: 欲界 色界 无色界，上帝、天主、魔王在哪重天 （页面存档备份，存于）
- 白毫烏龍、桂雨：佛　教 （页面存档备份，存于）